# Kalendarium Włostowic
Włostowice – dawniej wieś, dziś południowa część miasta Puławy, nad Wisłą, około 87 km na NE od klasztoru łysogórskiego, 25 km na NE od Braciejowic. Przyłączona do miasta 17 listopada 1933.
Nazwy własne wsi w dokumentach źródłowych
W roku 1368, a następnie w 1409 nazywana Wlostow, Wlostouice, w 1414 – Wlostowicze, w 1443 – Vlos!, Vlostow.

## Podległość administracyjna świecka i kościelna
Wieś w powiecie lubelskim, parafii Jaroszyn (obecnie Górka Jaroszyńska). W czasach Długosza wieś ma własną kaplicę, filialną w stosunku do kościoła w Jaroszynie, od 1545 r. parafia Końskowola od 1676 r. parafia własna, kościół pod wezwaniem Nawiedzenia NMP.

## Kalendarium własności
Wieś stanowiła własność szlachecką.
- 1409 – znany jest Pakosz z Włostowic[10].
- 1412 – występują Staszko i Jan Wojciechowic (Wojciechowice, które nie wiadomo?) z Włostowic[11].
- 1413–43 – dziedzicem Jan Włostowski herbu Rawa z Włostowic i Krężnicy[12][13][14].

1430 – tenże sędzią grodzkim lubelskim.
1436 – komornikiem podkomorzego.
1437–43 – łowczym ziemi lubelskiej.
- 1417 – Elżbieta żona Jana z Włostowic[21].
- 1426–28 – Dorota z Krężnicy i Witaniowa, żona Jana Włostowskiego[22][23].
- 1429 – tenże Jan zapisuje żonie Elżbiecie 80 grzywien wiana[24].
- 1443 – Jan Włostowski zapisuje żonie Swiętochnie 150 grzywien posagu i tyleż wiana[25].
- 1443 – Świętochna wdowa po Janie Włostowskim łowczym[26].
- 1413 – Piotr z Włostowic, brat Jana[27].
- 1430 – Piotr zostaje wojewodą krasnostawskim[28].
- 1414 – Warsz z Włostowic, brat Jana i Piotra[27].
- 1419 – Bartłomiej z Włostowic[29]. Smiechna pani z Włostowic[30].
- 1443 – Iwo z Włostowic[26].
- 1445 – Jan z Włostowic[31].
- 1455 – tenże Jan sprzedaje Włostowice Janowi z Woli Konińskiej[32].
- 1451–62 – Jakub Synowiec z Włostowic, sołtys w Borzechowie[33].
- 1457 – Anna z Kurowa wdowa po Włostowskim[34].
- 1460 – córki śp. Jana Włostowskiego łowczego: Katarzyna żona Jana Sobieskiego i Beata żona Wojciecha Jaroskiego z Krężnicy[35].
- 1470–80 – dziedzicem był Jan Koniński herbu Rawa. Folwark ma 11 łanów kmiecych (Długosz L.B. II 563, III 246).
- 1531 – dziedzicem został Jan Tęczyński. Pobór łącznie z Osinami i częścią w Parchatce z 15 łanów i młyna[36] .

## Powinności dziesięcinne
Dziesięcina należy do klasztoru świętokrzyskiego i plebana Włostowic.
W połowie XV w. dziesięcina należy do plebana Jaroszyna.
1470–80 dziesięcina snopowa z całej wsi wartości do 11 grzywien należy do plebana Jaroszyna (Długosz L.B. II 563-4). Z 11 łanów kmiecych dziesięcinę snopową wartości do 8 grzywien dowożą klasztorowi świętokrzyskiemu, z folwarku dziesięcinę pobiera pleban (Długosz L.B. III 246);
- 1529 – dziesięcina snopowa wartości 6 grzywien należy do stołu konwentu świętokrzyskiego, z folwarku dziesięcina snopowa wart. 2,5 grzywny należy do kaplicy we Włostowicach, filii kościoła w Jaroszynie[38][39][a].
- 1622 – do 1769 płacona jest wspólnie ze Skowieszynem.
- 1676 – ma miejsce erekcja parafii we Włostowicach, po której jej pleban zagarnia dziesięciny z ról wyznaczonych na jej uposażenie, która winna należeć do klasztoru świętokrzyskiego.

Proces w tej sprawie ciągnie się wiele lat.
1680 wyrok nuncjatury przyznaje sporną dziesięcinę z ról plebana Włostowic opactwu świętokrzyskiemu.
- 1702 – pleban Włostowic zobowiązał się odprawiać na rzecz klasztoru 30 mszy w zamian za przypadającą nań dziesięcinę[40].
- 1718 i 1723 – biskup krakowski przysądza klasztorowi świętokrzyskiemu dziesięcinę ze spornych gruntów[40].
- 1730 – pleban Włostowic Jakub Czerniakowski uzyskuje korzystne dla siebie wyroki biskupa i nuncjusz[40].
- 1743 – klasztor świętokrzyski odwołuje się do SA, która w 1746 r. wyznacza archidiakona krakowskiego do zbadania sprawy, ten zaś wydaje wyrok korzystny dla klasztoru i okłada plebana klątwą[40].
- 1748 – pleban z kolei przy poparciu właściciela dóbr księcia Czartoryskiego oraz nuncjusza odwołuje się do Rzymu[41].
- 1750 – kuria rzymska ostatecznie przyznaje sporne dziesięciny klasztorowi świętokrzyskiego, a plebana skazuje na pokrycie kosztów.

Pleban uznał wyrok i prawo klasztoru do dziesięciny snop. z jego gruntów oraz zobowiązał się wypłacać klasztorowi za koszty i zatrzymaną dziesięcinę 600 zł w ratach po 100 zł rocznie. Rzeczywiste koszty konwentu poniesione na prowadzenie procesu w latach 1745–1751 wyniosły 5389 zł.
- 1819 – należąca do stołu konwentu dziesięcina gromadzka była sprzedawana po 250 zł, ale zgodnie z układem włościanie mają za nią płacić 60 zł[42].

## Badania archeologiczne
Przy granicy z Parchatką odkryto osadę wielokulturową, w tym wczesnośredniowieczną, a także osadę z VI–VII i z VIII w. Ślady materialne z okresu XI–XIII w. stwierdzono w trakcie badań pod nazwą Archeologiczne Zdjęcie Polski.